# Холматов, Ганижон
Ганижон Холматов (узб. Ғанижон Ҳолматов, псевдоним Муганний, узб. Муғанний, 1949—2014) — известный узбекский поэт, актёр и главный режиссёр Ошского Государственного академического узбекского музыкально-драматического театра имени Бобура, Заслуженный деятель культуры Киргизской Республики, внёс большой вклад в развитие культуры и искусства Кыргызстана и Узбекистана.

## Биография
Ганижон Холматов известный по псевдониму Муганний узбекский поэт родился 5 февраля 1949 года в городе Ош. В 1956 году был принят в первый класс школы имени Нариманова города Ош. Вскоре он перевёлся в школу имени Ленина и окончил её в 1966 году. Ганижон Холматов поступил в Ташкентский театрально-художественный институт имени Н. Островского. В 1970 году только что окончивший высшее учебное заведение Г. Холматов, поступил на работу актёром в Ошский узбекский музыкально-драматический театр имени Кирова (ныне имени Бабура).
Актёр Холматов в театре исполнил более 50 значимых ролей. Даже, когда он перешёл на режиссуру, исполнил две памятные роли. Одной из них, несомненно, была роль Чингисхана в пьесе М.Шаханова «Тайна, унесенная Чингисханом».
Ганижон Холматов в театральном искусстве работал долгие годы. Заслуженный деятель культуры Киргизстана Салохиддин Умаров учил его азам режиссёрства. Он был наставником узбекской режиссуры. Холматов научился профессии режиссёра у Умарова и на примере режиссёра Бахтияра Юлдашева осуществил постановку ряда интересных пьес. Несколько лет работал главным режиссёром Ферганского театра Узбекистана.
За заслуги в развитии театрального искусства в 2005 году Ганижону Холматову было присвоено звание Заслуженный деятель культуры Киргизской Республики.
Сотни стихов поэта Холматова, творившего под псевдонимом «Муганний», были спеты известными певцами как Кыргызстана, так и соседнего Узбекистана. Он был сокурсником известного певца Шерали Джураева и данное обстоятельство явилось началом творческого тандема. Позже славу поэту принёс певец Мухаммадкарим Соипов, исполнявший песни на его стихи. Другие популярные исполнители, такие как Мухриддин Холиков, Дилшод Рахмонов, Анвар Ганиев, Гайрат Усмонов, Абдурасулжон Ураимжонов, Хамидилло Матхоликов, Илҳом Ахмад, Рустам Валиев и другие молодые певцы, также с удовольствием пели песни на стихи Муганний.
В 2008 году популярный певец, народный артист Узбекистана Озодбек Назарбеков посетил город Ош и после общения с Ганижоном Холматовым и ознакомления с его творчеством заявил, что «Надо ценить Ганижон ака, так как он для ошан как Хазрат Навои!».
Литература и поэзия являлись Божьим даром, вошедшим в его кровь и плоть. Он обладал способностью понимать тонкости поэзии, но, несмотря на это, вошёл в сферу поэзии и литературы сравнительно поздно. Его первая книжка «Я опирался на тор» была издана в 1994 году, когда ему исполнилось 45 лет. Его следующая книга «Сто частей души», вышла в 2000 году. Полюбившаяся народу книга «Ты ушла потихоньку» — в 2005 году.
Сборник, содержащий божественные, социальные, личностно-духовные переживания поэта, «Уроки отведённого срока» — в 2013 году. Последняя книга Г. Холматова, которую он сам лично готовил к изданию, к сожалению, вышла из печати через два дня после его кончины.
В 2007 году из-за клеветнического доноса организованного руководством театра в управление культуры Ошской области, отдавший всю свою жизнь служению искусству главный режиссёр Ганижон Холматов вынужден был уйти из театра. Не реализовав свои большие творческие планы и замыслы, он очень глубоко переживал и долго болел. Тонкая натура творческого человека не выдержала подлости тогдашнего руководства театра, в результате организованной травли Ганижон Холматов умер 8 июня 2014 года. Но, он успел оставить после себя 500 газелей и 500 четверостиший. Это огромное духовное наследие будет передаваться из поколения в поколение, как призыв к душевной чистоте, справедливости и совести.
Стихотворения Г. Холматова на узбекском языке.
Ғанижон Холматов
«Элликбошилар»
Жаҳолатдан синса ҳам белим,
Халқ сўзидан қайтмайди тилим.
Хижолатдан эгилма элим,
Сени сотган элликбошилар.
Улар асли шундоғ эдилар,
Ҳақиқатнинг шохин эгдилар.
Ҳокимларга эрга тегдилар,
Сени сотган элликбошилар.
Мужмал амал шу куйга солган,
Жаҳаннамга йўлланма олган.
Иймонлари пес бўлиб қолган,
Сени отган элликбошилар.
Бир кун совуқ ошга айланар,
Жин ямлаган қошга айланар.
Итлар «чопган» тошга айланар,
Сени сотган элликбошилар.
Манфаат деб еганлар есин,
Сен ҳақингда не деса десин.
Порасига қанд олиб есин

Сени сотган элликбошилар.

## Написанные книги
- «Я опирался на тор» (Суянганим тор бўлди) 1994 год
- «Сто частей души» (Юз пора дил) 2000 год
- «Ты ушла потихоньку» (Сен кетдинг аста-аста) 2005 году.
- «Уроки отведённого срока» (Қазо дарслари) 2013 год
- «Уроки отведённого срока» 2 часть (Қазо дарслари 2 қисм) 2014 год